# Betanzos (Bolivia)
Betanzos è un comune (municipio in spagnolo) della Bolivia nella provincia di Cornelio Saavedra (dipartimento di Potosí) con 41.350 abitanti (dato 2010).

## Cantoni
Il comune è suddiviso in 10 cantoni.
- Betanzos
- Millares
- Otuyo
- Poco Poco
- Potobamba
- Quivincha
- Siporo
- Tecoya
- Tuero Tuero
- Villa El Carmen